# Окинава
Окинава (На јапанском језику, 沖縄本島 - Окинава хонто или 沖縄島 - Окинаваџима; на окинавском језику, ウチナー - Учина или フチナー - Фучина), је острво на југозападу Јапана које лежи између Источнокинеског мора на западу и Тихог океана на истоку. Са површином од 2.255 km² Окинава је највеће од Рјукју острва.

## Демографија
Према попису јапанских власти из 2009. године, укупан број становника на Окинави износи 1.384.762. (укључујући и породице америчких држављана). Окинавски језик се на Окинави зове Учинагучи или Хоген и говори га већина тамошње популације (иако већина познаје и јапански језик).
На Окинави постоји шест тзв. гусуку тврђава, које су већином урушене.

## Географија
Планине под шумама заузимају две трећине острва (на северу), док је јужна трећина брдовито
подручје и ту живи највећи број становника.

## Клима
Острво има топлу и влажну климу тако да се лети често јављају тајфуни.

## Привреда
Главне економске активности су пољопривреда, риболов, дрвоградња, прерада хране, текстилна производња и грнчарија. Америчка војна база и туризам су такође значајни за економију. Наха је административни центар, највећи град и највећа лука.

## Историја
Све до 14. века острво је било независна краљевина. Од 14. до 19. века острво је плаћало порез Кини, а коначно 1879. Окинава је припојена Јапану. Током Другог светског рата (1. априла 1945), америчка војска се искрцала на западну обалу острва и то је била последња велика поморско-десантна операција у рату и једна од најтежих битака на Пацифику. После 82 дана жестоких борби, престао је организовани отпор Јапанаца. Окинава је била под контролом САД од 1945. до 1972, када је поново враћена Јапану. Под условом послератног уговора, земљопоседници на Окинави морали су изнајмљивати земљу америчкој војсци.
Међутим, септембра 1995. амерички војници су силовали дванаестогодишњу девојчицу и изазвали велики отпор америчком присуству на острву, што је довело до тога да велики број земљопоседника одбија да изнајмљује земљу Американцима. Априла 1996. америчка влада се сагласила да врати 20 процената окупиране територије (4.900 хектара) у року од седам година.

## Галерија
- Литице код Манзамо-а
- Гусуку зид
- Цубоја-јаки - карактеристична грнчарија Рјукју острва
- Поглед на Окинаву из свемира
- Гусуку рушевине
- Арена за борбу бикова
- Традиционална кућа на Окинави